# Cempaka (Warunggunung)
Cempaka is een bestuurslaag in het regentschap Lebak van de provincie Banten, Indonesië. Cempaka telt 3067 inwoners (volkstelling 2010).